# Tatra 97
La Tatra 97 è un modello di autovettura della Tatra di segmento medio. Fu prodotta dal 1936 al 1939.

## Storia
La T97 fu progettata nel 1936 come alternativa piccola rispetto alla Tatra T87. Al posto del motore V8, fu utilizzato un 1,8 litri a quattro cilindri contrapposti. Con una potenza di 40 hp raggiungeva la velocità di 130 km/h. Il disegno prevedeva semplificazioni per quanto riguarda le luci e il parabrezza, e una carrozzeria più snella. La produzione della vettura terminò nel 1938 con l'annessione della Cecoslovacchia alla Germania nazista. Al tempo il numero totale di vetture prodotte fu 508. Nel 1946, due anni prima dell'avvento del comunismo, la Tatra fu nazionalizzata, e il management fu accusato di collaborazionismo con i Nazisti. La produzione di modelli anteguerra fu ripresa ma presto la T97 fu cancellata a favore della più grande Tatraplan, ispirata a éroplan aeroplano in lingua ceca, che sostituì anche la T87.

## Riassemblaggio del KdF-Wagen / Volkswagen Maggiolino
Come già accaduto per la Tatra V570, le linee e la tecnica richiamano la KdF-Wagen. È acclarato che Ferdinand Porsche usò i disegni della Tatra V570 sotto pressione dal governo tedesco per creare il veicolo economico per le masse KdF-Wagen. Ferdinand Porsche ammise di aver "guardato dietro le spalle" mentre Hans Ledwinka e collaboratori disegnavano la Tatra V570.
Tatra citò in giudizio Porsche. Il tutto venne fermato da Hitler. Dopo la guerra, Tatra riaprì il fascicolo processuale contro Volkswagen. Negli anni sessanta vi fu un risarcimento di danni pagato a Tatra.

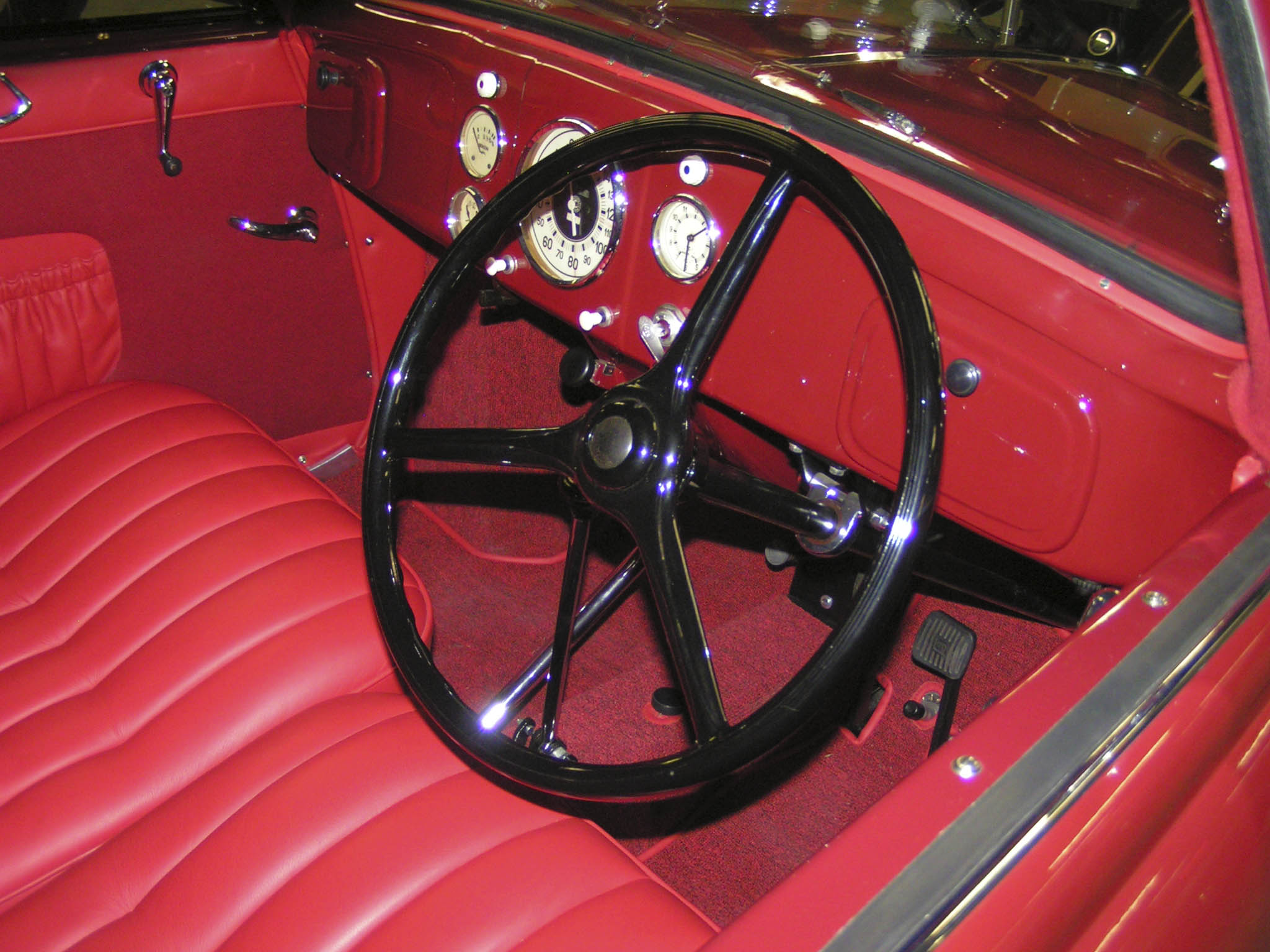
T97 abitacolo
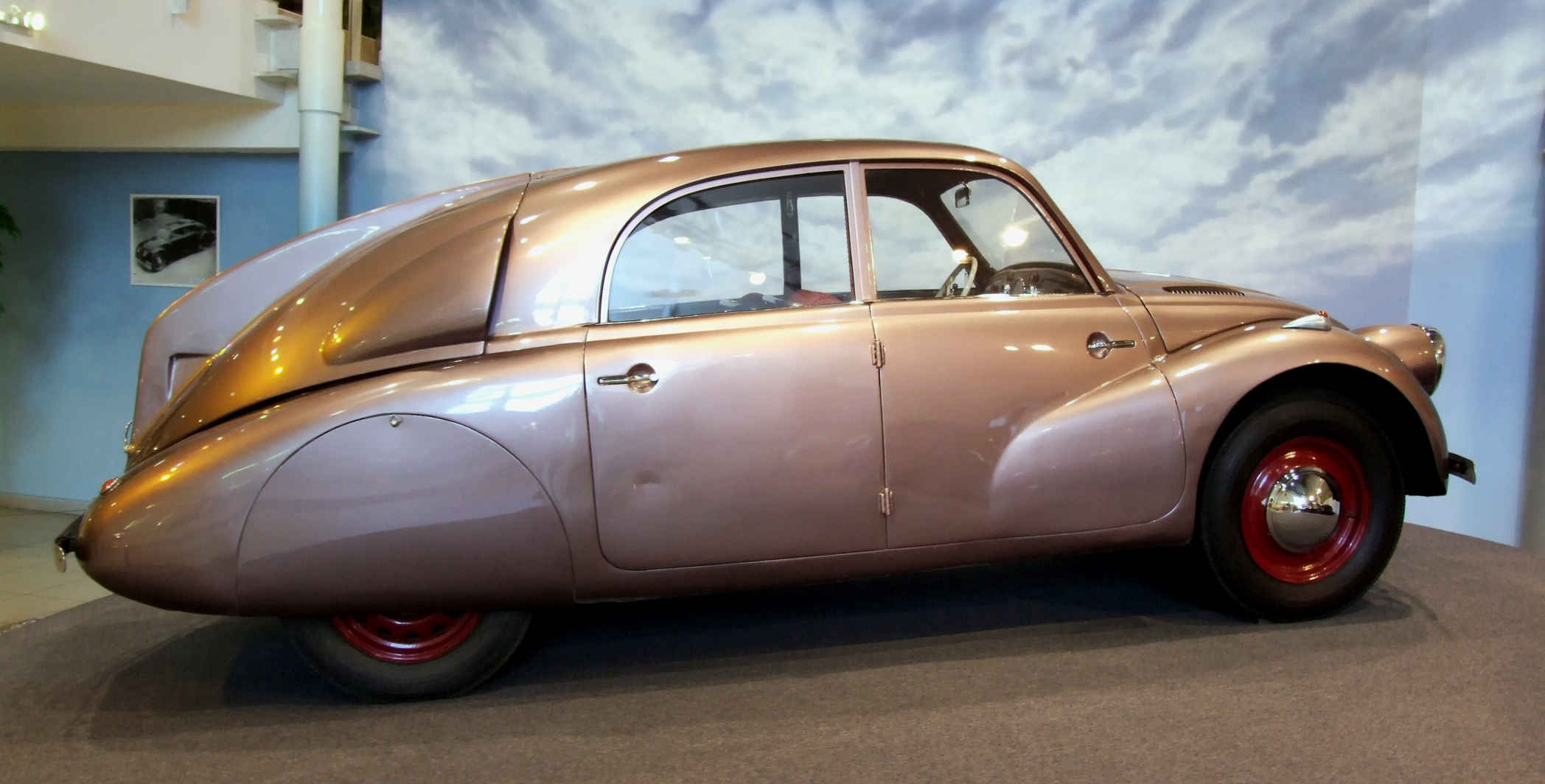
T97 vista laterale
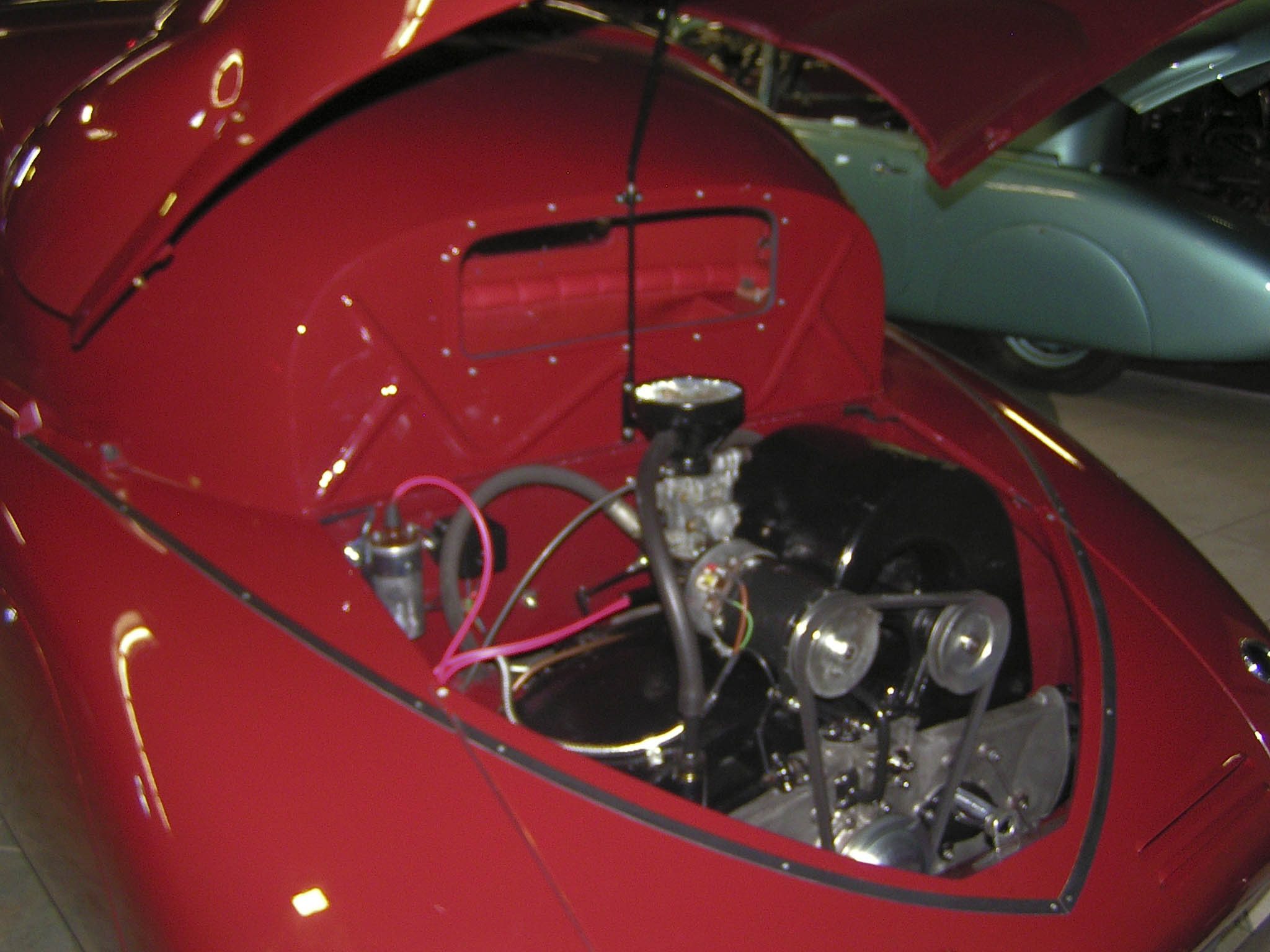
Motore boxer 4 cilindri posteriore
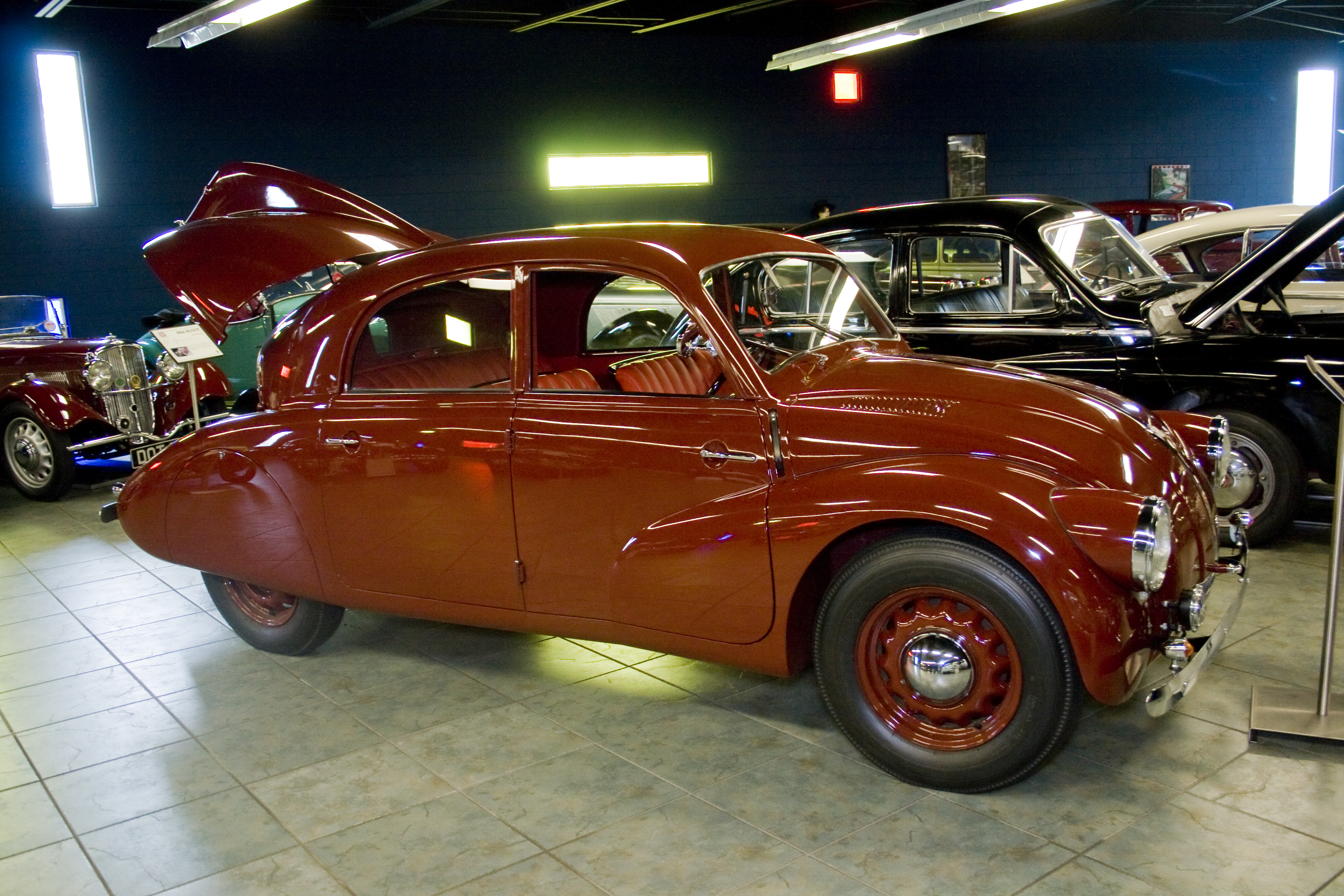